# Saffet Sancaklı
Saffet Sancaklı (* 27. Februar 1966 in Tutin, Jugoslawien, heute Serbien) ist ein ehemaliger türkischer Fußballspieler, -funktionär und Politiker. Nach dem Ende seiner Spielerkarriere wurde er Mitbesitzer und Sportdirektor des ehemaligen Traditionsklubs İstanbulspor. Nebenbei betreibt Sancaklı eine eigene Spieleragentur.
Ferner ging er auch in die Politik und kandidierte für verschiedene Ämter für die rechtsextreme Partei der Nationalistischen Bewegung (MHP). Für die Kommunalwahl 2014 kandidiert er für die MHP für das Amt des Bürgermeisters der Provinz Kocaeli. Bei den Parlamentswahlen im Juni und November 2015 wurde er zum Abgeordneten gewählt.

## Spielerkarriere

### Verein
Saffet Sancaklı begann 1983 seine Karriere bei Kültürspor. Danach spielte er für Vefa Istanbul, Beşiktaş Istanbul, Eskişehirspor, Konyaspor, Sarıyerspor, Kocaelispor, Galatasaray Istanbul, Kocaelispor, Fenerbahçe Istanbul und Konyaspor. In der Saison 1998/99 beendete Saffet bei Konyaspor seine professionelle Karriere.
Insgesamt schoss Sancaklı 130 Tore in der Süper Lig und ist Zehnter in der Liste der Rekord-Torjäger.

### Nationalmannschaft
Sancaklı spielte für die türkische Fußballnationalmannschaft. Er absolvierte 23 A-Länderspiele und erzielte 6 Tore.